# David Bosch
David Jacobus Bosch (* 13. Dezember 1929 bei Kuruman; † 15. April 1992 in Mpumalanga) war ein südafrikanischer Missionar, evangelischer Missionswissenschaftler und Mitglied der Niederländisch-reformierten Kirche Südafrikas. Er hat sich gegen Apartheid und für Versöhnung und Veränderung in Südafrika eingesetzt und mit seinem Werk Transforming Mission: Paradigm Shifts in Theology of Mission neue Akzente in der Missiologie gesetzt. Dafür wurde er posthum mit dem Order of the Baobab geehrt.

## Leben
Bosch war der Sohn von Farmern, die der reformierten Kirche angehörten, und erhielt eine christliche Erziehung. 1948 schrieb der sich an der Universität Pretoria für ein Lehramtsstudium ein und begrüßte den Wahlsieg der National Party. An der Universität schloss er sich der Student Christian Association an, bei einem Camp wurde ihm klar, dass er zum Priestertum berufen sei. Während eines Sommeraufenthalts bei seinen Eltern veranstaltete Bosch einen Gottesdienst für Schwarze, der seine Einstellung ihnen gegenüber veränderte. Vorher waren sie Unpersonen, jetzt menschliche Wesen. In der Folgezeit setzte er sich kritisch mit der Apartheid auseinander und konnte sie nicht mehr legitimieren. Durch einen Professor lernte er die Texte von Oscar Cullmann kennen, der zu seinem Doktorvater an der Universität Basel wurde.
1957 kehrte Bosch nach Südafrika zurück und war bis 1966 als Missionar unter den Xhosa in Transkei tätig. 1967 wurde er als Senior Lecturer für Kirchengeschichte und Missionswissenschaft an die Theologische Schule der Niederländisch-reformierten Kirche berufen. Von 1971 bis zu seinem Tod arbeitete Bosch als Professor für Missionswissenschaft an der Universität von Südafrika, zu der Zeit die einzige südafrikanische Universität an der Schwarze und Weiße studieren durften. Eine Berufung auf den Lehrstuhl für Missiologie und Ökumene an der Princeton University lehnte er ab, um sich weiterhin innerhalb Südafrikas gegen Apartheid und für gesellschaftliche Transformation und Versöhnung einsetzen zu können. Er starb 1992 bei einem Autounfall auf der N4 zwischen Belfast und Middelburg in der Provinz Eastern Transvaal.

## Lehre
Durch seine zahlreichen Publikationen – insbesondere sein umfassendes postkolonial missionstheologisches Werk Transforming Mission: Paradigm Shifts in Theology of Mission (1991) – hat er bis heute großen internationalen Einfluss im Bereich der Missiologie. Darin analysierte er die Veränderungen in der Gesellschaft weg von der Moderne mit seinem Fortschrittsglauben und hin zur postmodernen Zeit mit erfahrungsorientierten Wirklichkeit. Das westliche Christentum habe durch die Säkularisierung nach dem Zweiten Weltkrieg seine Dominanz verloren. Er plädierte zur Annahme eines integralen Weltbildes, worin unterschiedliche Glaubensrichtungen Platz haben. Glaubenszeugnis und Dialog mit Personen anderer Glaubensüberzeugungen sei in gründlicher Kenntnis eigener Positionen zu führen, so wie es schon Paulus vorgemacht habe. Den Begriff missional hat Bosch mitgeprägt, den er als ganzheitliches Missionieren definiert hat, um vergangene Einseitigkeiten und Fehlverhalten in der Mission nicht zu wiederholen. Christliche Überlieferung sei eine alte, aber nicht allein wahre Geschichte, die in Zeiten, in denen Ganzheitlichkeit, Erfahrungen und Erzählungen wieder viel gelten, zum Dialog zwinge. Dass nur in Jesus Christus Heil sei, löse Widerspruch und Spannungen aus, die es im Leben auszuhalten gelte. Es gehe aber bei ihm nicht nur um ein individuelles Seelenheil, sondern um die Erfüllung der umfassenden Missio Dei, die sogar eine klare Sicht für die letzten Dinge (Eschatologie) einschließe.
Bosch galt zudem als Brückenperson, die im Weltkirchenrat ebenso wie in der Weltweiten Evangelischen Allianz respektiert war. Als Vordenker hat er viele Theologen beeinflusst, so auch den anglikanischen Bischof, Neutestamentler und Autor Nicholas Thomas Wright.

## Schriften
- Die Heidenmission in der Zukunftsschau Jesu. Eine Untersuchung zur Eschatologie der synoptischen Evangelien. Zwingli-Verlag, Zürich 1959 (Dissertation).
- An die Zukunft glauben. Auf dem Wege zu einer Missionstheologie für die westliche Kultur. Evangelisches Missionswerk in Deutschland, Hamburg 1996.
- Ganzheitliche Mission. Theologische Perspektiven. Francke, Marburg 2011, ISBN 978-3-86827-244-4.
- Mission im Wandel. Paradigmenwechsel in der Missionstheologie. Mit einem neuen abschließenden Kapitel von Darrell Likens Guder und Martin Reppenhagen. Brunnen, Gießen/Basel 2012, ISBN 978-3-7655-9561-5.